# 塔兰吉雷国家公园
塔兰吉雷国家公园是坦桑尼亚的一座国家公园，为鲁阿哈、塞伦盖蒂、米库米、卡塔维和姆科马齐之后第六大保护区。
塔兰吉雷国家公园的名称来源于塔兰吉雷河，该河穿过园内，在旱季时是园内动物们唯一的饮水来源。旱季时大量动物从曼雅拉湖迁徙至塞伦盖蒂国家公园。该国家公园的著名动植物有大象、猴面包树和非洲岩蟒等。